# 朴賢珠
朴賢珠（韓語：박현주，1959年7月3日—），大韓民國電視編劇。

## 作品

### 電視劇
- 1993年：SBS《愛情的條件》
- 1994年：SBS《三個男人三個女人》
- 1995年：SBS《柏油路上的男子》
- 1995年：SBS《車神傳說》
- 1996年：SBS《Elegy》
- 1999年：SBS《甜蜜的新娘》
- 2001年：SBS《原諒》
- 2005年：SBS《女王的條件》
- 2006年：SBS《突然有一天》
- 2007年：SBS《黃金新娘》
- 2008年：KBS《我的愛金枝玉葉》
- 2009年：MBC《過得有滋有味》
- 2011年：MBC《愛情萬萬歲》
- 2013年：SBS《完美媽媽》
- 2015年：MBC《女王之花》
- 2017年：MBC《擺飯桌的男人》
- 2019年：MBC《黄金庭院》

## 經歷
- 梨花女子大學社會學系 學士

## 獲獎
- 2010年：MBC演技大獎－TV部門年度作家賞（《過得有滋有味》）